# محمد السعید
محمد السعید (عربی: محمد السعيد؛ زادهٔ ۱۴ نوامبر ۱۹۹۶) یک ورزشکار است.